# Руффак (кантон)
Руффак (фр. Rouffach) — упразднённый кантон во Франции, в департаменте Верхний Рейн в регионе Эльзас в округе Гебвиллер.

## История
Кантон был основан 4 марта 1790 года в ходе учреждения департаментов как часть тогдашнего «района Кольмар».
С созданием округов 17 февраля 1800 года, кантон по-новому переподчинён, как часть округа Кольмар.
В составе Германской империи с 1871 по 1919 год не было разбивки на кантоны и не существовало «округа Гебвиллер», а была единая имперская провинция Эльзас-Лотарингия без разбиений на города и общины.
С 28 июня 1919 года кантон Руффак снова стал частью округа Гебвиллер. До реформы 2015 года в состав кантона административно входили 8 коммун.

## Географическое положение
Кантон граничит на севере с кантоном Вендзенем округа Кольмар, на востоке с кантоном Энсисем округа Гебвиллер, на юге с кантоном Сульс-О-Рен округа Гебвиллер, на юго-западе с кантоном Гебвиллер округа Гебвиллер и на западе с кантоном Мюнстер округа Кольмар.

## Состав кантона
До реформы 2015 года в состав кантона административно входили 8 коммун:
| Код INSEE | Коммуна     | Французское название | Площадь, км² | Население, чел. (2012) |
| --------- | ----------- | -------------------- | ------------ | ---------------------- |
| 68111     | Губершвир   | Gueberschwihr        | 8,91         | 832                    |
| 68116     | Гюндольсайм | Gundolsheim          | 8,2          | 741                    |
| 68123     | Атстат      | Hattstatt            | 5,98         | 805                    |
| 68251     | Озенбак     | Osenbach             | 5,6          | 885                    |
| 68255     | Пфаффенайм  | Pfaffenheim          | 14,57        | 1319                   |
| 68287     | Руффак      | Rouffach             | 40,05        | 4561                   |
| 68318     | Сультсмат   | Soultzmatt           | 19,57        | 2346                   |
| 68364     | Вестальтен  | Westhalten           | 10,98        | 981                    |

По закону от 17 мая 2013 и декрету от 21 февраля 2014 года количество кантонов в департаменте Верхний Рейн уменьшилось с 31 до 17. Новое территориальное деление департаментов на кантоны вступило в силу во время выборов 2015 года. После реформы кантон был упразднён. Коммуны переданы в состав кантона Вендзенем (округ Тан — Гебвиллер).

## Консулы кантона
| Период    | Консул             | Должность             |
| --------- | ------------------ | --------------------- |
| 1988—1994 | Marcel Diebolt     |                       |
| 1994—2014 | Jean-Paul Diringer | Мэр коммуны Сультсмат |